# Ардіт Толі
Ардіт Толі (алб. Ardit Toli, гр. Άρντιτ Τόλι, нар. 12 липня 1997, Пірей) — албанський та грецький футболіст, захисник національної збірної Албанії.

## Клубна кар'єра

### Рання кар'єра
Толі розпочав юнацьку кар'єру в академії «Олімпіакоса». У складі молодіжної команди грецького клубу брав участь у двох розіграшах юнацької Ліги чемпіонів (2014/15 та 2015/16), де зіграв 13 матчів й відзначився 1 гольовим пасом.
Також у складі молодіжної команди «Олімпіакоса» взяв участь у трьох молодіжних першостях країни, провівши сумарно 78 матчів та відзначившись голом у ворота однолітків з «Іракліса».

### Професійна кар'єра
11 серпня 2017 року він був відданий в оренду команді Футбольної ліги (на той момент другий за значущістю дивізіон Греції) «Ханья» до 30 червня 2018 року. Дебютний матч на професійному рівні відбувся 21 вересня 2017 року в груповому раунді Кубка Греції 2017—2018 проти «Ахарнаїкоса». Толі провів на полі всі 90 хвилин, і допоміг своїй команді перемогти з рахунком 1:0.
Влітку 2018 року гравець став вільним агентом й підписав з «Ханьєю» повноцінний контракт. Всього за клуб зіграв 49 матчів у чемпіонаті, відзначившись 3 голами.
1 січня 2020 року в Ардіта закінчився контракт з клубом, після чого він став гравцем «Каламати», яка також виступала у Футбольній лізі Греції (на той момент вже третій за значущістю дивізіон Греції). У клубі він провів 8 місяців, протягом яких зіграв 11 матчів у регулярному чемпіонаті.
2 серпня того ж року підписав контракт з албанською «Тираною». 19 серпня дебютував у єврокубках, вийшовши на 71-й хвилині матчу першого раунду кваліфікації Ліги чемпіонів проти тбіліського «Динамо» замість Елтона Кале. Виступав за столичний клуб два сезони, протягом яких зіграв 60 матчів. У складі «Тирани» став чемпіоном Албанії у сезоні 2021/22.
22 серпня 2022 року став гравцем полтавської «Ворскли». Вже наступного дня дебютував за полтавчан у матчі 1 туру Прем'єр-ліги проти луганської «Зорі», вийшовши у стартовому складі й провівши на полі весь матч.

## Міжнародна кар'єра
З 2013 по 2015 рік викликався до юнацьких збірних Албанії, оскільки має албанське коріння. У юнацьких збірних грав під керівництвом Алтіна Лала та Джемаля Мустеданагича, відомих, по албанським міркам, колишніх футболістів. За два роки виступів зіграв 11 матчів на юнацькому рівні, забив 2 голи.
У 2016 році отримав виклик до молодіжної збірної, у складі якої грав наступні 2 роки, провівши 15 матчів. В активі — 1 гольовий пас у матчі проти однолітків з Білорусі.
26 жовтня 2022 року дебютував у складі збірної Албанії.

## Досягнення
- Чемпіон Албанії: 2021–22
- Володар Кубка Албанії: 2024–25

## Статистика клубних виступів
Станом на 28 травня 2018
| Клуб               | Сезон              | Ліга               | Ліга  | Ліга | Кубок | Кубок | Єврокубки | Єврокубки | Інші матчі | Інші матчі | Всього | Всього |
| Клуб               | Сезон              | Дивізіон           | Матчі | Голи | Матчі | Голи  | Матчі     | Голи      | Матчі      | Голи       | Матчі  | Голи   |
| ------------------ | ------------------ | ------------------ | ----- | ---- | ----- | ----- | --------- | --------- | ---------- | ---------- | ------ | ------ |
| Чанія Кіссамікос   | 2017–18            | Футбольна Ліга     | 23    | 3    | 3     | 0     | —         | —         | —          | —          | 26     | 3      |
| Чанія Кіссамікос   | 2018–19            | Футбольна Ліга     | 26    | 0    | 6     | 0     | —         | —         | —          | —          | 32     | 0      |
| Всього за Чанію    | Всього за Чанію    | Всього за Чанію    | 49    | 3    | 9     | 0     | —         | —         | —          | —          | 58     | 3      |
| Каламата           | 2019–20            | Футбольна Ліга     | 10    | 0    | 1     | 0     | —         | —         | —          | —          | 11     | 0      |
| Всього за Каламату | Всього за Каламату | Всього за Каламату | 10    | 0    | 1     | 0     | —         | —         | —          | —          | 11     | 0      |
| Тирана             | 2020–21            | Суперліга          | 28    | 0    | 1     | 0     | 2         | 0         | 1          | 0          | 32     | 0      |
| Тирана             | 2021–22            | Суперліга          | 32    | 0    | 2     | 0     | —         | —         | —          | —          | 34     | 0      |
| Всього за Тирану   | Всього за Тирану   | Всього за Тирану   | 60    | 0    | 3     | 0     | 2         | 0         | 1          | 0          | 66     | 0      |
| Ворскла            | 2022–23            | Прем'єр-ліга       | 5     | 0    | —     | —     | 0         | 0         | —          | —          | 5      | 0      |
| Всього за Ворсклу  | Всього за Ворсклу  | Всього за Ворсклу  | 5     | 0    | —     | —     | 0         | 0         | —          | —          | 5      | 0      |
| Всього за кар'єру  | Всього за кар'єру  | Всього за кар'єру  | 124   | 3    | 13    | 0     | 2         | 0         | 1          | 0          | 140    | 3      |